# Mikulin AM-3
Mikulin AM-3 (také značený RD-3M) byl proudový motor vyvinutý v SSSR pod vedením Alexandra Mikulina.
Vývoj výkonného jednohřídelového motoru začal v roce 1948. V roce 1947 byly delegaci sovětských specialistů na motory ve firmě Rolls-Royce předvedeny motory Nene a Derwent. Při této návštěvě Mikulinův zástupce Zubcov náhodou zahlédl části nového motoru Avon s axiálním kompresorem. Jak se často tvrdí, nebylo to pro Rusy nic nového, neboť již v roce 1946 měli model německého motoru Junkers 012, který konstrukcí i výkonem odpovídal tehdejšímu Avonu. Zubcov vyvinul svůj vlastní axiální kompresor pro budoucí AM-3 během roku 1948. Vývojové práce byly ukončeny v polovině roku 1949, hotové výkresy byly k dispozici do konce roku a sériová výroba byla zahájena v roce 1950. Do roku 1963 bylo v závodech č. 16 v Kazani a č. 19 v Permu vyrobeno 3534 exemplářů AM-3.
Motor se dočkal použití v různých verzích strojů Tupolev Tu-16, Tupolev Tu-104,  Mjasiščev M-4. Měl jednostupňový nízkotlaký a osmistupňový vysokotlaký kompresor, také dvoustupňovou vysokotlakou turbínu. S pomocí teorie podobnosti Mikulin krátce nato z AM-3 vyvinul proporcionálně menší AM-5 (také značený RD-5), který byl dokončen v roce 1950 a vyráběn od roku 1953. Používal se například v letounu Jak-25 a (opět upravený a nyní označovaný jako Tumanskij RD-9) v MiGu-19. 

## Varianty
AM-3první produkční verze
AM-3A
AM-3Dverze pro letoun M-4 o tahu 85,6 kN
AM-3M-200AM-3M-500, AM-3M-500A: další verze o tahu 93,1 kN
WP-8čínská kopie AM-3 o tahu 91,3 kN pro letouny Xian H-6 (kopie Tu-16)

## Specifikace

### Technické údaje
- Typ: proudový motor
- Délka: 5 380 mm
- Průměr: 1 400 mm
- Hmotnost suchého motoru: 3 100 kg

### Součásti
- Kompresor: Axiální, jednostupňový nízkotlaký, 8stupňový vysokotlaký
- Spalovací komora: trubková, 14 plamenců
- Turbína: axiální dvoustupňová

### Výkony
- Maximální tah: 85,3 kN
- Celkový poměr stlačení: 10,8
- Obtokový poměr: 1
- Průtok/hltnost vzduchu: 150 kg/s
- Teplota plynů před turbínou: 860 °C
- Měrná spotřeba paliva: 0,932 kg (kN•h)
- Poměr tah/hmotnost: 4,53